# Astronautika u 2018.
◄◄ | ◄ | 2015. | 2016. | 2017. | 2018.  | 2019. | 2020. | 2021. | ► | ►►
Arhitektura • Astronautika • Astronomija • Biologija • Film • Fotografija • Glazba • Kazalište • Kemija • Kiparstvo • Knjige • Književnost • Kršćanstvo • Meteorologija • Medicina • Planinarstvo • Politika • Pravo • Promet • Slikarstvo • Strip • Šport • Televizija • Znanost • Zrakoplovstvo • Željeznički promet
Astronautika u 2018.

## Svemirske letjelice

### Orbitalne i suborbitalne letjelice
- 25. rujna: U 20.38 sati po srednjoeuropskom vremenu europska raketa Ariane 5 poletjela iz Francuske Gijane po stoti put, noseći dva orbitalna telekomunikacijska satelita.

### Letovi prema Mjesecu i tijelima Sunčevog sustava
- 23. rujna: Japanska misija Hayabusa 2 stigla do asteroida 162173 Ryugu i na njega poslala dvije sonde, sletače, Minervu 1A i 1B. Prema planu, 3. listopada, na nj bi trebao sletjeti i lander Mascot koji sa sobom nosi dodatne instrumente (infracrveni spektrometar, magnetometar, radiometar) i kamere, dok bi sama Hayabusa 2 trebala sletjeti na asteroid sljedeće godine.

## Vanjske poveznice
|  | Zajednički poslužitelj ima još gradiva o temi Svemirski letovi u 2018. |